# Peștera Urșilor
Peștera Urșilor   a fost descoperită în 1975, cu ocazia unei dinamitări executate la cariera de marmură din zonă. Este unul dintre principalele obiective turistice ale Munților Apuseni, ea aflându-se în județul Bihor, în imediata apropiere a localității Chișcău, comuna Pietroasa, la o altitudine de 482 m.

## Descriere
Interiorul se distinge prin diversitatea formațiunilor de stalactite și stalagmite existente, ca și prin cantitatea impresionantă de urme și fosile ale ursului de cavernă - Ursus spelaeus - care a dispărut în urmă cu 15.000 de ani. Pe lângă acesta au mai fost descoperite și fosile de capră neagră, ibex, leu și hienă de peșteră. La intrarea în peșteră se află un pavilion, compus dintr-o sală de așteptare, casa de bilete, un bar, un mic muzeu speologic și un stand cu suveniruri și obiecte artizanale specifice zonei. 
Cu o lungime de peste 1.500 m, peștera se compune din galerii aflate pe două niveluri: prima galerie, cea superioară, în lungime de 488 de metri poate fi vizitată de turiști, iar cea de-a doua, lungă de 521 m este rezervată cercetărilor științifice. 

Schema simplificată a peșterii

Galeria superioară, disponibilă vizitării, este compusă din 3 galerii și diferite săli:
- Galeria "Urșilor" (sau Galeria Oaselor),
- Galeria ,,Emil Racoviță",
- Galeria "Lumânărilor",
- Sala ,,Lumânărilor",
- Sala ,,Spaghetelor",
- Sala ,,Oaselor".

Printre formațiunile de stalactite și stalagmite se remarcă Palatele fermecate, Lacul cu nuferi, Mastodontul și Căsuța Piticilor, Draperiile din Galeria Urșilor, Portalul, Pagodele și ultima sală, Sfatul Bătrânilor, iluminată cu lumânări. Temperatura în peșteră este constantă de-a lungul anului (10 °C), iar umiditatea se menține la 97%.

## Istoric
Numele peșterii se datorează numeroaselor fosile de "urși de cavernă" (Ursus spelaeus) descoperite aici. Peștera era un loc de adăpost pentru aceste animale, acum 15.000 de ani. La bătrânețe, ca multe alte mamifere (ex. elefantul african) ursul de peșteră se retrăgea să moară în același loc ca și strămoșii sau predecesorii săi. Mărturie stau numeroasele cimitire descopertite în peșterile din România (Peștera Bisericuța, Peștera cu Oase).
Peștera a rămas astfel închisă până pe 17 septembrie 1975, când golul subteran a fost deschis artificial prin dinamitarea porțiunii de la intrare, în timpul lucrărilor de exploatare a calcarului (marmură). În puțul deschis a coborât pentru prima dată minerul Traian Curta din localitatea Chișcău. Acesta a parcurs galeria de acces până la Sala Mare.
O primă explorare a peșterii a avut loc la 20 septembrie 1975 efectuată de către grupul de speologi amatori "Speodava" din orașul Dr. Petru Groza (actualul oraș Ștei). Pe baza studiilor complexe întreprinse de Institutul de Speologie "Emil Racoviță" în  colaborare cu Muzeul Țării Crișurilor din Oradea, s-au stabilit soluțiile de amenajare și măsurile specifice de protecție. După 5 ani de amenajări la standarde mondiale, la 14 iulie 1980, peștera a fost deschisă vizitatorilor. Anual peștera este vizitată de peste 200.000 de turiști.

## Căi de acces
Se poate ajunge pe soseaua Oradea - Vascau, cu mijloacele de transport in comun sau cu masina personala. La Sudrigiu se face la stanga catre Chiscau.

## Imagini

Intrarea în Peșteră
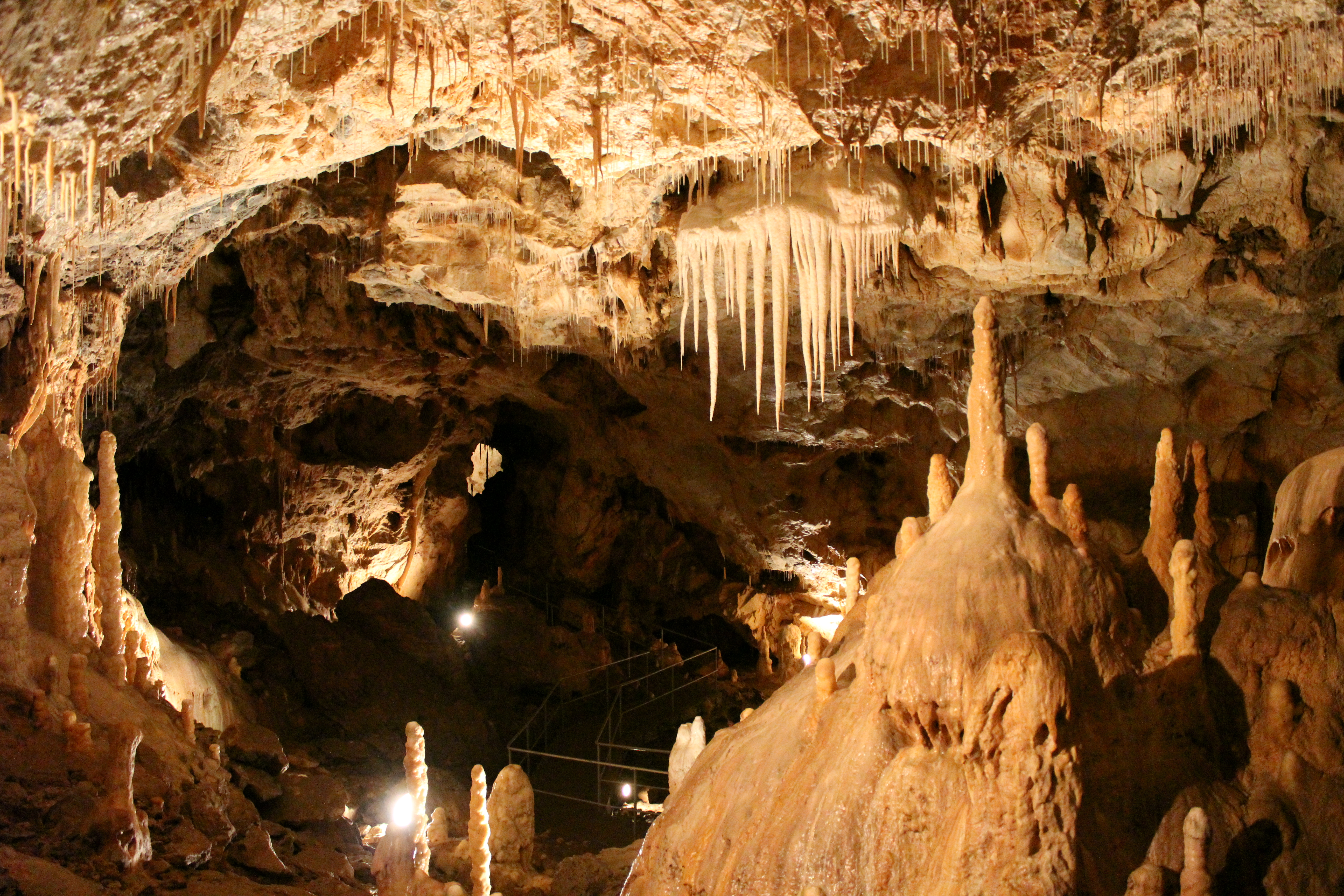
Interiorul peșterii
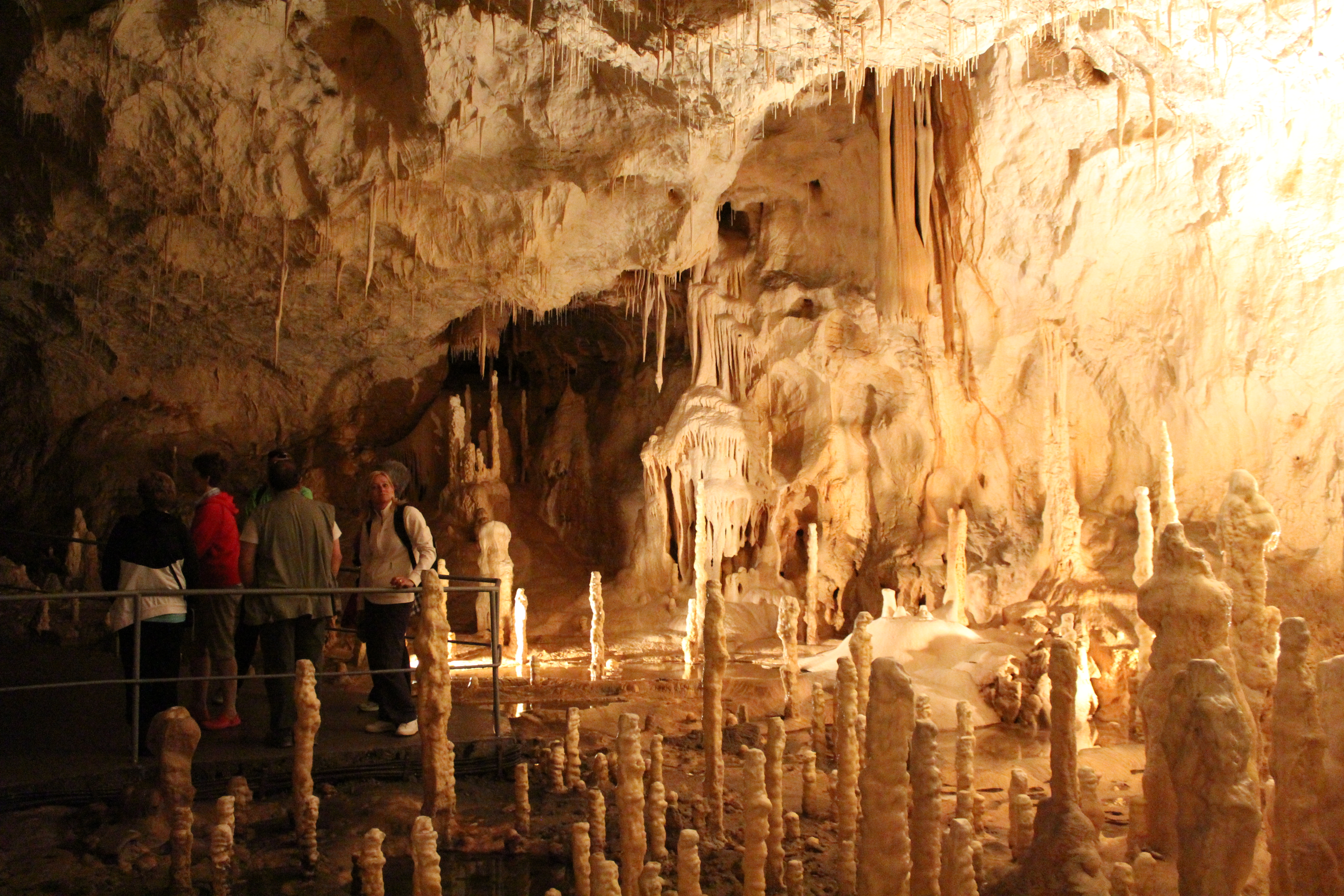
Interiorul peșterii
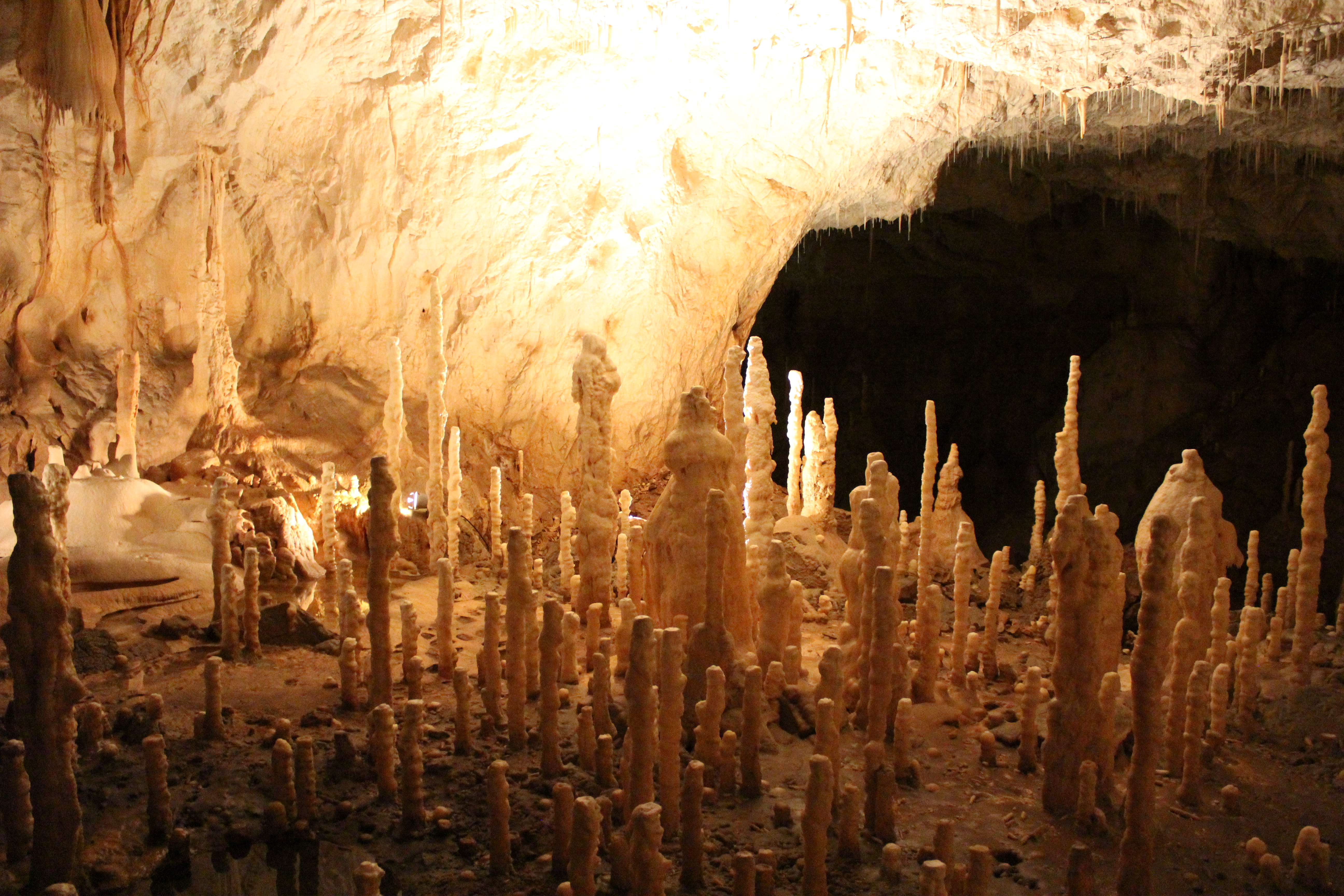
Interiorul peșterii
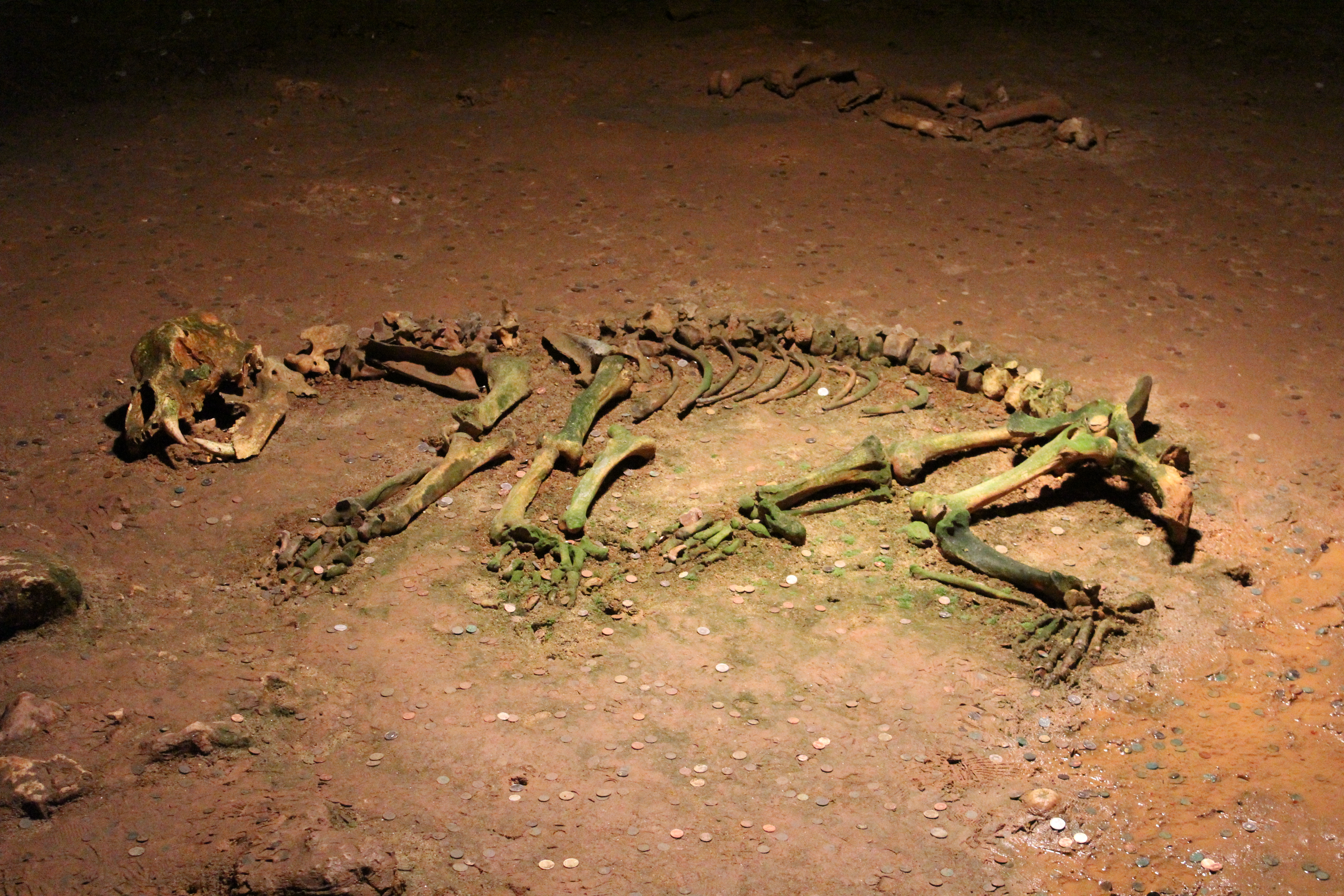
Schelet de urs